# مقلة العين
مقلة العين (بالإنجليزية: Bulbus oculi)‏ تحاط مقلة العين بالعظام. تقع العين في ما يسمى الحجاج. و هو تجويف إجاصي الشكل متكون من عظام يحمي العين. وزن العين 7.5 غرام وطولها 24 مم. لمقلة العين جدار متكون من ثلاثة طبقات. هذا الجدار المتكون من ثلاثة طبقات يحيط بثلاثة تجويفات تسمى غرف. و هي الغرفة الأمامية، الغرفة الخلفية وتجويف الجسم الزجاجي المملؤة بسائل الجسم الزجاجي الهلامي.